# Spalla cruda
La spalla cruda è un salume tipico della bassa parmense. È inoltre catalogato tra i Presidi di Slow Food dell'Emilia-Romagna.

## Storia e descrizione
Viene da molti considerato il salume più antico della bassa parmense infatti i primi riscontri storici risalgono al 1170.
La spalla cruda può essere prodotta in due modi: con l'osso (più antica e più pregiata) o senza osso.
La spalla si ottiene dalla lavorazione delle carni di suini padani pesanti (dai 220 fino ai 250 kg), il pezzo pregiato utilizzato è la gamba anteriore. La spalla viene salata leggermente, per un tempo non superiore ai cinque giorni, insaccata all'interno della vescica naturale del suino e legata manualmente. Dopo una breve asciugatura di qualche giorno viene messa a stagionare in umide e buie cantine per almeno 15 mesi. Assume la stessa forma di un Fiocco di Culatello, ma si può distinguere grazie al pezzo di corda che cade a penzoloni nella parte inferiore.
Nel dicembre 2006 è nata la 'Consorteria della spalla cruda di Palasone-Sissa' col patrocinio del Consorzio del Culatello di Zibello. Il nome di Palasone, frazione del comune di Sissa (ora Sissa Trecasali), in provincia di Parma, quale zona di produzione della spalla cruda è documentato, come precedentemente detto, già nel 1170. La Spalla Cruda, che si produce nella zona, segue un preciso disciplinare volontario che è stato adottato dai produttori ed è il Consorzio del Culatello di Zibello che la certifica.
Il prodotto riporta il marchio adottato dalla Consorteria della Spalla Cruda di Palasone (che ha sede a Sissa) e può provenire solo dagli stessi sette comuni della Dop del Culatello di Zibello, ovvero Polesine Zibello, Busseto, Soragna, Roccabianca, San Secondo, Sissa e Colorno».